# Евневич, Ипполит Антонович
Ипполит Антонович Евневич (1831—1903) — русский учёный, специалист в области гидравлики, механики и машиностроения, магистр прикладной математики, декан, заслуженный профессор Санкт-Петербургского технологического института, автор первого учебного пособия по теории упругости на русском языке. Действительный статский советник.

## Биография
Родился 4 (16) августа 1831 года в имении Кемино Сенненского уезда Могилёвской губернии в помещичьей семье.
В 1852 году окончил Псковскую гимназию; в 1856 году — физико-математический факультет Императорского Санкт-Петербургского университета со степенью кандидата математических наук и назначен преподавателем теоретической (с 1856), а затем (с 1859) и практической механики в Петербургском технологическом институте.
В 1861 году был командирован на два года за границу для усовершенствования в науке, где ознакомился с лучшими машиностроительными заводами Германии, Бельгии, Франции и Англии. В 1862 году, после возвращения в Россию, в преобразованном в высшее учебное заведение технологическом институте читал курс построения машин, параллельно с 1863 года преподавал прикладную механику и построение машин в Николаевской морской академии. В 1868 году получил степень магистра прикладной механики и утверждён в должности профессора Технологического института. В том же году избран деканом, занимал эту должность до 1887 года.
В начале 1870-х годов был преподавателем 2-го (машиностроительного) отдела Русского технического общества (РТО); в 1884 году был внесён в список пожизненных членов РТО.
С 1886 года преподавал прикладную механику в Институте гражданских инженеров, и с 1891 года — во вновь учреждённом электротехническом институте (ЭТИ). В 1895 году избран почётным членом совета ЭТИ, в 1900 году — почётным инженером-электриком ЭТИ.
Был женат. Сын — Мариан Евневич — мировой судья, статский советник, судебный следователь 1-го участка в Царском Селе.
Умер 5 ноября 1903 года. Похоронен на Выборгском римско-католическом кладбище в Санкт-Петербурге. Могила не сохранилась.